# Taking Off
Taking Off ist ein Spielfilm des tschechischen Regisseurs Miloš Forman von 1971. Miloš Formans erster Film für ein US-amerikanisches Studio ist ein gleichzeitig amüsierter wie kritischer Blick auf die Fassade des gehobenen Mittelstands in einem von Sinnkrisen gebeutelten Amerika der frühen 1970er Jahre. In Deutschland ist er auch unter dem Verweistitel Ich bin durchgebrannt bekannt.

## Handlung
Die Geschichte kreist um die typische amerikanische Vorstadtfamilie. Lynn und Larry Tyne haben eine 15-jährige Tochter, Jeannie, die plötzlich verschwunden ist – nur der Zuschauer weiß, dass sie sich auf einem Gesangscasting in New York befindet. Larry Tyne lässt sich von einem halbgaren Psychiater in der Kunst der Raucherentwöhnung instruieren und lässt auch seinen Freund Tony quasi per Sub-Ordination an seinen Sitzungen teilnehmen.
Während man von der verschollenen Jeannie im Verlauf des Filmes eher wenig erfährt (nimmt sie tatsächlich Drogen oder nicht?), wird das so sittsame Leben ihrer Eltern umso freizügiger vor den Augen des verwunderten Zuschauers entblättert. Papa zieht mit seinem Kumpel Tony auf der Suche nach dem Töchterchen durch die Kneipen und lässt sich dabei volllaufen, während Mama gebannt den Erzählungen von Tonys Ehefrau Margot lauscht, die mit "einem Stier" von einem Mann wohl eher geplagt als gesegnet scheint und nächtens zu dessen Vergnügen auch schon mal zu Gesangs- und Tanzeinlagen genötigt wird. Zur Überraschung aller taucht das Töchterchen plötzlich wieder daheim auf, um vom volltrunkenen Vater sogleich wieder vertrieben zu werden ("Sie hat was genommen?").
Nun erneut auf der Jagd nach seiner 'entlaufenen' Tochter, lernt Larry nach einem ziellosen Streifen durch New York Ann Lockston kennen – auch sie vermisst eine Tochter. Sie führt Larry in den S.P.F.C. ein, einen Verein für "verlassene Eltern". Nach einem Anruf der Polizei, die Tochter sei bei einem Diebstahl verhaftet worden, brechen Lynn und Larry auf, um ihre Tochter aus dem Polizeigewahrsam zu holen. Das verhaftete Mädchen ist aber nicht Jeannie, sondern deren Freundin Corinna, die nur einen falschen Namen angegeben hat. Auf dem Rückweg übernachten Lynn und Larry in einer nicht näher bezeichneten Lokalität, wo aber zumindest Ike und Tina Turner einen Auftritt haben. Nachdem sich Larry müde zu Bett begibt, bleibt Lynn noch ein wenig auf und wird dann prompt von zwei zwielichtigen Gestalten angegraben. Die folgende Sequenz ist an Skurrilität kaum zu übertreffen und wechselt dann in mehreren In/out-Schnitten zu einer Versammlung des S.P.F.C., auf der zur allgemeinen Aufklärung der anwesenden 'verwaisten' Eltern auch ein Versuch in Sachen Marihuana von ebendiesen vorgenommen wird. Larry entdeckt Ann Lockston unter den zahlreichen Teilnehmern, gemeinsam mit Anns Mann Ben nehmen Larry und Lynn am Cannabistest teil. Entsprechend 'gelockert' fallen die Ehepaare Tyne und Lockston dann im tyneschen Heim ein … es kommt zu einem Strip-Poker, bei dem Jeannie ihren Vater splitterfasernackt auf dem Wohnzimmertisch ertappt – natürlich DIE amerikanische Katastrophe … und zum Schluss taucht auch noch Jeannies Verlobter auf.
Gerade dieser, letzte Teil des Films lässt die anscheinend so arg gebeutelten, besorgten Eltern noch einmal in einem entlarvenden Licht zurück: Der Schrecken des Bürgertums, ein langhaariger, eher wortkarger Haschbruder, entpuppt sich beim für alle Seiten verschämt arrangierten Abendessen als musikalischer Großverdiener … da kann sich sogar der Papa nochmal genussvoll eine Zigarette anstecken und gemeinsam mit Muttern am Klavier ein "Stranger in Wonderland" anstimmen …

## Kritik
- film-dienst: Der erste in den USA gedrehte Film des Tschechen Milos Forman entlarvt die Schwächen der Jungen und mehr noch die Blößen der Eltern in einer scharfen Satire, die trotz gelegentlich recht krasser Zeichnung Wesentliches trifft.[1]

## Dies und Das
- Der Film wurde durch den Beatles-Song She’s Leaving Home inspiriert.
- Es gibt während des Castings die damals noch weitgehend unbekannte Carly Simon zu sehen, außerdem Kathy Bates (im Cast als 'Bobo Bates') in ihrem ersten Film mit einem selbstkomponierten Song (And even the Horses Had Wings). Später treten auch noch Ike und Tina Turner auf: Live.

## Auszeichnungen
Der Film gewann bei den Filmfestspielen von Cannes 1971 den Großen Preis der Jury und war für den Hauptpreis nominiert. 1972 gewann Taking Off die Bodil als bester nichteuropäischer Film. Im selben Jahr folgten sechs Nominierungen für den britischen Society of Film and Television Arts Award, dem späteren BAFTA Award (Bester Film, Regie, Drehbuch, Schnitt, Lynn Carlin als beste Hauptdarstellerin und Georgia Engel als beste Nebendarstellerin) und den Preis der Writers Guild of America.